# Lijst van beelden in Hardenberg
Dit is een (onvolledige) chronologische lijst van beelden in Hardenberg. Onder een beeld wordt hier verstaan elk driedimensionaal kunstwerk in de openbare ruimte van de Nederlandse gemeente Hardenberg, waarbij beeld wordt gebruikt als verzamelbegrip voor sculpturen, standbeelden, installaties, gedenktekens en overige beeldhouwwerken.
| Geplaatst | Omschrijving                                        | Kunstenaar                   | Straat                                          | Plaats       | Materiaal                        | Afbeelding |
| --------- | --------------------------------------------------- | ---------------------------- | ----------------------------------------------- | ------------ | -------------------------------- | ---------- |
| 1952      | Treurende moeder en kind. Gestolen in februari 2012 | John Grosman                 | Nieuweweg                                       | Mariënberg   | brons                            |            |
| 1983      | De Klepperman                                       | Jan Oosting                  | Klepperplein                                    | Hardenberg   | brons                            |            |
| 1984      | Verzameling Retour                                  | Tine van den Weyer           |                                                 | Gramsbergen  | keramiek, cortenstaal            |            |
| 1989      | Ruimtelijke kubistische tekening                    | Bert Meinen                  |                                                 | Gramsbergen  | polyester, hout                  |            |
| 1989      | zonder titel (kind op pony)                         | Henny Zandjans               | Herenstraat/Beatrixlaan                         | Slagharen    | brons                            |            |
| 1990      | De L's                                              | Nan Hoover                   | In Station Hardenberg, Stationsstraat 26 - 28   | Hardenberg   | Beton en licht (gelakte zitbank) |            |
| 1991      | De roos van Lutten                                  | Heleen Levano                | Zwarte Dijk, hoek Anerweg Noord                 | Lutten       | brons                            |            |
| 1993      | Koekoeksklokgewicht                                 | Hans van den Ban             |                                                 | Gramsbergen  | beton                            |            |
| 1995      | Frits de Zwerver                                    | Norman Burkett               | Weidebuurt/Brandweg                             | Heemse       | brons                            |            |
| 1996      | Pieterpad                                           | Nelleke Allersma             |                                                 | Gramsbergen  | brons                            |            |
| 1998      | Piëta                                               | Robert Jansen                | Fortuinstraat/Hoge Doelen                       | Hardenberg   | brons                            |            |
| 1999      | Wortlos                                             | Ilya Kabakov, Emilia Kabakov |                                                 | Holtheme     | staal                            |            |
| 2000      | Beeldengroep                                        | Koopman & Bolink             | Burg. Schuitestraat 3, bij het Vechtdal College | Hardenberg   | brons                            |            |
| 2003      | Belofte                                             | Renée van Leusden            | Voorstraat                                      | Gramsbergen  | brons                            |            |
| 2003      | De kiemplant                                        | Leonard Wübbena              | Dorpstraat                                      | Kloosterhaar | cortenstaal                      |            |
| 2007      | Monument Clara Feyoena                              | Kees Huigen                  | Rheezerweg (Clara Feyoena Heem)                 | Heemse       | brons op sokkel van natuursteen  |            |
| 2008      | Boorgat                                             | Roelie Woudwijk              |                                                 | Dedemsvaart  |                                  |            |